# 源网荷储
源网荷储是一种可实现能源资源最大化利用的运行模式和技术。源网荷储透过发挥发电侧及负电侧的调节能力，提高供需两侧的匹配，从而保障电力实现可靠且不间断的电力供应。

## 技术
以源源互补、源网协调、网荷互动、网储互动和源荷互动等多种交互形式实现源网荷储。在多种交互形式下，电力系统功率平衡能力能被更大地提升，达到更经济高效的目的。

## 实现项目
内蒙古自治区阿拉善盟，“额济纳旗源网荷储微电网示范项目”于2022年12月31日完成建设。该项目已实现初步并网且供电，之后将逐步进入联调联试阶段。此项目总投资额达到1.25亿元，自2022年9月初开工，历经3个多月完成建设。

这是一篇与能源相关的小作品。你可以通过编辑或修订扩充其内容。
1. 1 2  . news.bjx.com.cn.   [2023-01-13].
2. ↑  . www.news.cn.   [2023-01-13]. （原始内容存档于2023-01-13）.